# Slaveri i Algeriet

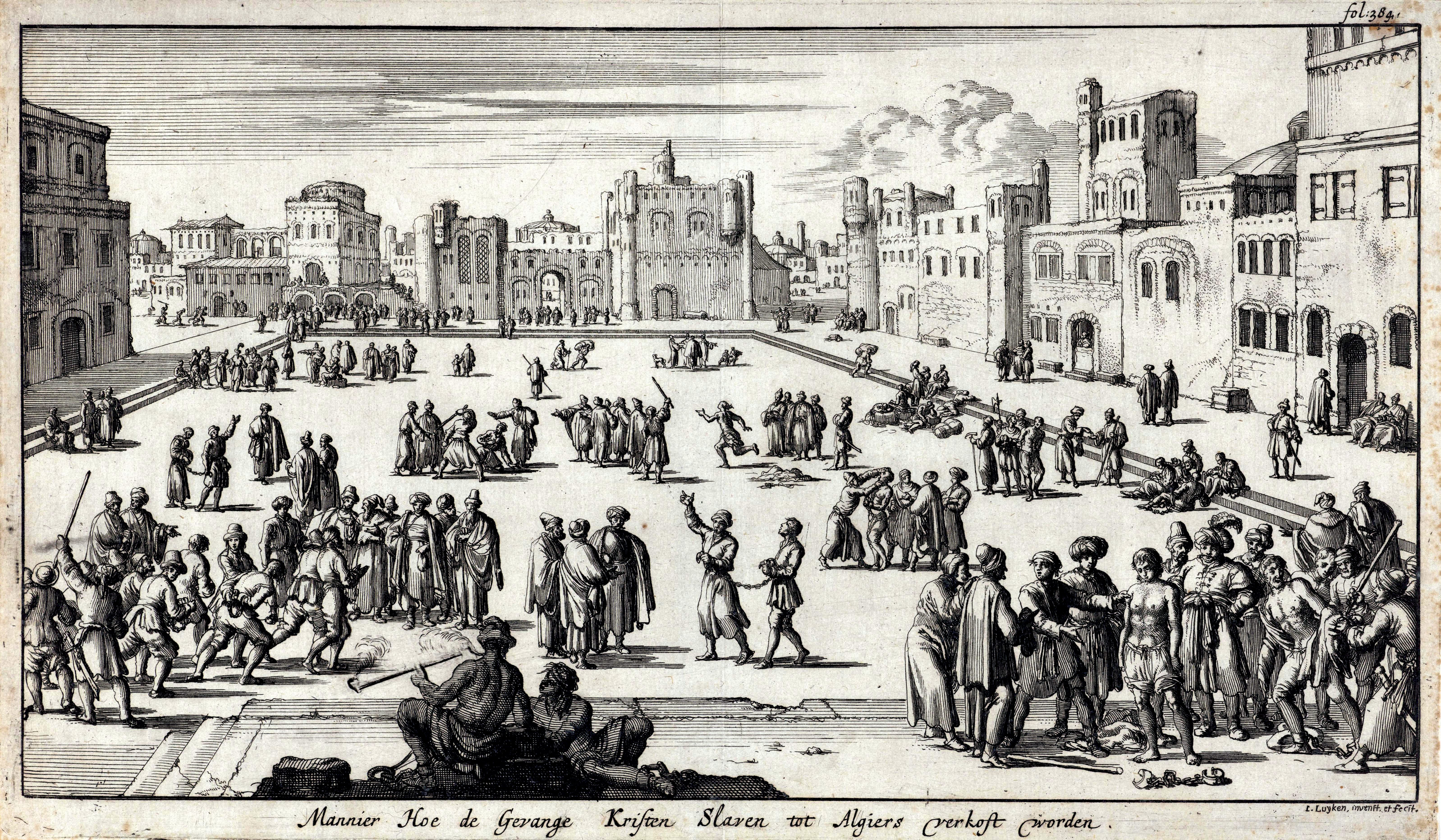
Slavmarknaden i Alger, 1600-talet

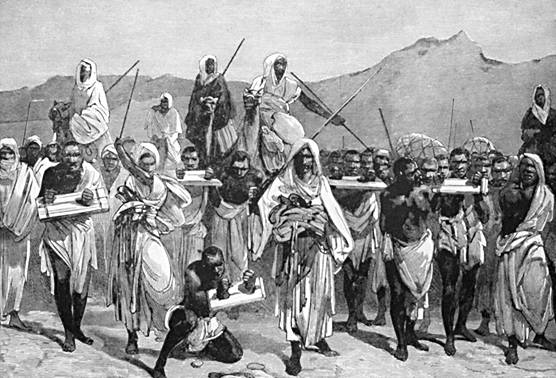
Arabiska slavhandlare

Slaveri omtalas i det område som sedan blev Algeriet sedan forntiden. Det avskaffades 1848, men pågick öppet i vissa delar av landet till 1900-talets början. 

## Historik
Sedan antiken var Algeriet ett transitområde för den transsahariska slavhandeln av slavar från Afrika över Sahara och vidare till det övriga Medelhavsområdet. 
Algeriet var ett centrum för slavhandeln på Barbareskkusten, och bas för barbareskpiraternas räder mot europeiska kuster och europeiska skepp på Atlanten och Medelhavet. Européer såldes sedan på slavmarknaden i Alger eller friköptes av sina regeringar. 
Denna slavhandel upphörde efter andra barbareskkriget 1815. År 1848 omtalas inga icke svarta slavar i Algeriet. 
1830 erövrades Algeriet av Frankrike. Slavhandeln och slaveriet förbjöds av fransmännen 1848, eftersom slaveriet då förbjöds i Frankrike och alla dess besittningar och kolonier. Fransmännen var dock försiktiga med att efterleva lagen i Algeriet eftersom de fruktade att det skulle leda till uppror mot det franska styret, och slaveriet försvann därför långsamt och gradvis, först från kusterna där den franska kontrollen var starkast, och sist från inlandet, där slavhandel fortfarande pågick öppet 1906. 